# Lune et l'autre
Pour plus de détails, voir Fiche technique et Distribution.
Lune et l'autre (Luna e l'altra) est un film italien réalisé par Maurizio Nichetti, sorti en 1996.

## Fiche technique
- Titre français : Lune et l'autre[1]
- Titre original : Luna e l'altra
- Réalisation : Maurizio Nichetti
- Scénario : Maurizio Nichetti (screenplay), Laura Fischetto, Nello Correale, Stefano Albé (screenplay collaboration)
- Histoire : Maurizio Nichetti et Stefano Albé
- Chef décorateur : Maria Pia Angelini
- Costumes : Maria Pia Angelini
- Maquillage : Renzo Caroli (makeup artist)
- Photographie : Luca Bigazzi
- Montage : Rita Rossi
- Musique : Carlo Siliotto
- Production : 
  - Producteur : Ernesto Di Sarro
- Société(s) de production : Bambú Cinema e TV, RAI Radiotelevisione Italiana (in collaboration with)
- Société(s) de distribution : (France) Les Films du Paradoxe
- Pays d'origine : Italie
- Année : 1996
- Langue originale : italien
- Format : couleur – Dolby
- Genre : comédie, fantasy
- Durée : 100 minutes
- Dates de sortie : 
  - Italie : 15 novembre 1996
  - France : 22 décembre 1999

## Distribution
- Iaia Forte : Luna di Capua ; Ombretta
- Maurizio Nichetti : Angelo Franchini
- Ivano Marescotti : maestro Caimi
- Luigi Maria Burruano : le réalisateur
- Luciano Manzalini : le magicien Igor
- Eraldo Turra : le boucher Vito
- Aurelio Fierro : le père de Luna
- Eva Robin's : la femme à barbe
- Davide Marotta : le propriétaire de cirque
- Maria Rosaria Uva : la femme du propriétaire du cirque.
- Marco Pironte : Mjscia
- Fabiano Santacroce : Jermal
- Banda Osiris : un musicien du groupe
- Luis Molteni : un clown
- Osvaldo Salvi : un clown
- Luca Brugnoli : un musicien du groupe
- Sebastiano Filocamo : un musicien du groupe
- Pietro Ghislandi : un musicien du groupe
- Riccardo Magherini : un musicien du groupe
- Massimo Pongolini : un musicien du groupe
- Carla Monti : Wanda
- Cristina Scagliotti : une fille de la maison close
- Anna Stante : une fille de la maison close
- Guerrino Crivello : le pharmacien
- Augusta Gori : la concierge de la maison de Luna.